# Еньо Разпопов
Еньо Разпопов е български адвокат и общественик.

## Биография
Роден е през 1871 г. в село Кортен, област Сливен. Завършва право в Берн, Швейцария и след завръщането си в България е адвокат в Ловеч. През 1896 г. става председател на Социалистическо дружество „Васил Левски“. Установява се в Стара Загора, където е учител във Вечерното работническо училище. От 1908 г. става адвокат на частна практика. Член е на „Родителската дружба“. Става член на Демократическата партия и е редактор на вестник „Демократически вестник“. Избран е за народен представител в XIV ОНС и в XVII ОНС. В периода 1911 – 1924 г. е директор на Популярната банка в Стара Загора. Умира през 1924 г.